# Altamont, New York
Altamont är en ort i Albany County i delstaten New York, USA.